# 六本木サテンドール
六本木サテンドール（ろっぽんぎサテンドール、英語: ROPPONGI Satin Doll）は、かつて東京都港区六本木に所在し、「ジャズライブレストラン」と称したジャズ・クラブ。株式会社サテンドール企画が経営にあたっていた。
もともとサテンドールは、1974年に兵庫県神戸市中央区北野町で創業した。1995年の阪神・淡路大震災で被災し、その後、再建されたが、神戸での営業は2016年7月17日で終了した。
初代のオーナーだった井上修一は、早くから東京進出を目指して、これを実現しており、2014年の創業40周年の時点で、六本木と銀座にも店を構えていた。
その後、業態変更した時期を経たり、井上の死去などの曲折を経て、2021年に経営者が代わり、音響設備なども一新され、六本木サテンドールとして「リニューアルオープン」した。リニューアル後の店舗では、客席は70席用意されており、ステージは客席とフラットに設けられ、20名規模のビッグバンドにも対応していた。
2024年6月30日をもって閉店。